# Kristiaan Seynhave
Kristiaan Seynhave (* 25. Oktober 1965 in Gent)  ist ein belgischer Organist.

## Leben
Kristiaan Seynhave studierte am Conservatorium Maastricht bei Kamiel D’Hooghe  und am Conservatoire national de région de Paris bei Odile Pierre. Er ergänzte seine Ausbildung durch Meisterkurse bei Flor Peeters, Albert de Klerk, Michel Chapuis und André Isoir. 1998 gewann der den Internationaal César Franck-Concours in Haarlem. Bis 2011 war er Organist der Nationalbasilika des Heiligen Herzens in Brüssel.

## Tondokumente
- Johann Sebastian Bach. Praeludium und Fuga in c-moll, Pièce d’orgue, Triosonate 4 in e-moll, Dorische Toccata und Fuga, An Wasserflüssen Babylon, Fantasia und Fuga in g-moll. Kirrweiler.
- Charles Marie Widor: Sinfonien 5 und 6. Katharinenkirche Stockholm.
- Kristiaan Seynhave plays César Franck: Grande Pièce Symphonique, Fantaisie en la, Cantabile, Pièce Héroïque, Troisième Choral en la mineur. St. Franziskus in München.
- Guilmant, Vierne, Dupré. Alexandre Guilmant: Sonate I en re mineur, Marche funèbre et chant séraphique; Louis Vierne: Hymne au Soleil, Toccata op. 53/6, Complainte, Arabesque; Marcel Dupré: Prélude et fugue en si majeur, Prélude et fugue en fa mineur, Prélude et Fugue sol mineur. Victoria Hall in Genf.